# ジェームズ (ウェセックス伯爵)
ウェセックス伯爵ジェームズ（James, Earl of Wessex、洗礼名：ジェームズ・アレクサンダー・フィリップ・テオ (James Alexander Philip Theo)、2007年12月17日 - ）は、イギリスの王族。エディンバラ公爵エドワードと同夫人ソフィーの長男である。チャールズ3世の甥にあたる。
フリムリーのフリムリー・パーク病院で生まれた。父エドワードが保有しているウェセックス伯爵位の法定推定相続人として「セヴァーン子爵」の儀礼称号を称していた。
2023年3月10日に父エドワードがエディンバラ公爵になったことで、「ウェセックス伯爵」がジェームズの儀礼称号になった。
イギリス王位継承順位は父エドワードに次ぎ、2025年4月現在16位。

## 称号・栄誉
1917年11月のジョージ5世（ジェームズの高祖父）の勅許状に従えば「王子 (Prince)」の称号と「殿下 (His Royal Highness)」の敬称が与えられることになり「ジェームズ・オブ・ウェセックス王子殿下 (His Royal Highness Prince James of Wessex)」となるはずであったが、ジェームズの両親が結婚した際に、祖母エリザベス2世がバッキンガム宮殿の広報を通じて、「伯爵の長男」と遇するとの意向が出されたために、父が保持する従属爵位「セヴァーン子爵」を儀礼称号としていた。なお、これらの接遇は王位継承順位に変更をもたらすものではない。
2023年3月10日に父エドワードがエディンバラ公爵になり、それによって従属称号になった「ウェセックス伯爵」がジェームズの儀礼称号になった。なお、エディンバラ公爵位はエドワード一代のものとされ、ジェームズが継承することはない。